# Романов Олександр Ксенофонтович
Олександр Ксенофонтович Романов (1897 —1986) — радянський футбольний суддя. Суддя всесоюзної категорії (1958), представляв Одесу. Обслуговував 2 гри у групі «А» в сезоні 1938. Полковник Радянської армії, організатор керівник спеціалізованих військових школ Одеси.
Помер в Одесі у 1986 році, похований на Другому християнському цвинтарі (ділянка 18).